# Dante Gabriel Rossetti
Dante Gabriel Rossetti (Londres; 12 de mayo de 1828 – Birchington-on-Sea, Kent; 9 de abril de 1882) fue un poeta, ilustrador, pintor y traductor inglés.

## Biografía

Autorretrato, 1847, National Portrait Gallery, Londres.

Hijo de un erudito emigrado italiano, Gabriele Rossetti, Dante Gabriel Rossetti nació en Londres, Inglaterra y recibió el nombre de Gabriel Charles Rossetti. Su familia y amigos lo llamaban "Gabriel", pero en sus publicaciones ponía primero el nombre de Dante, debido a sus resonancias literarias. Era hermano de la poetisa Christina Rossetti y del crítico William Michael Rossetti, y fue uno de los fundadores de la Hermandad Prerrafaelita, junto con John Everett Millais y William Holman Hunt.
Desde muy temprana edad, mostró un gran interés en la literatura. Como todos sus hermanos, aspiraba a ser poeta. Sin embargo, también deseaba pintar, habiendo mostrado un gran interés en el arte italiano medieval. Estudió con Ford Madox Brown, con quien mantuvo una estrecha relación a lo largo de su vida. Estudió idiomas en el King’s College y posteriormente en la Royal Academy.
Después de la exposición de la obra de Holman Hunt La víspera de Santa Inés, Rossetti buscó la amistad de Hunt. La pintura ilustraba un poema de un autor por entonces poco conocido, John Keats. El primer poema de Rossetti, The Blessed Damozel era una imitación de Keats, así que creyó que Hunt podría compartir sus ideales artísticos y literarios. Juntos desarrollaron la filosofía de la Hermandad de los prerrafaelitas. Rossetti estuvo siempre más interesado en la parte medieval del movimiento que en la moderna. Estaba publicando traducciones de Dante y otros poetas italianos medievales, y su arte también buscaba adoptar el estilo de los primitivos renacentistas italianos. 

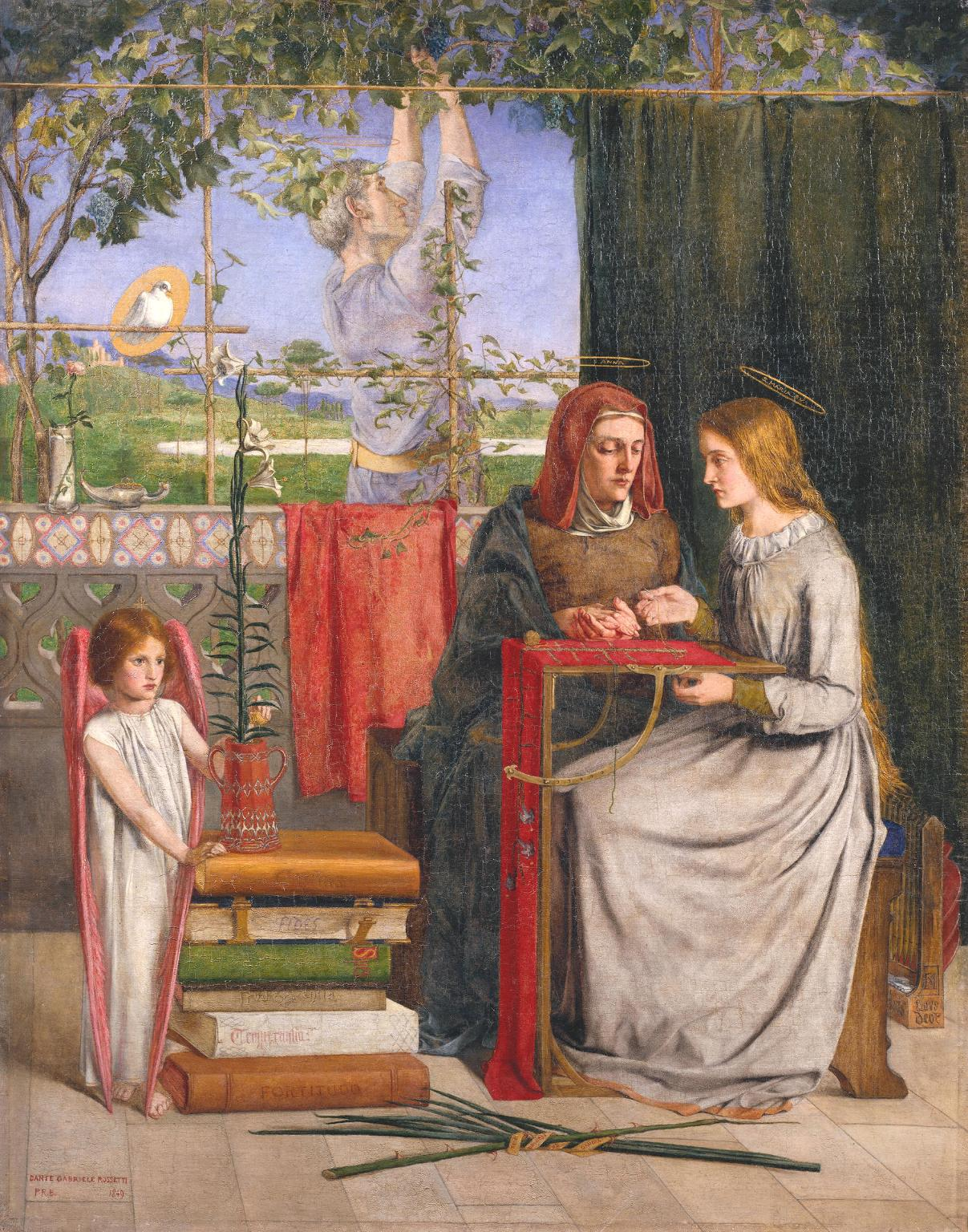
La juventud de la Virgen María (1849). Las modelos fueron: la madre del artista para Santa Ana y su hermana Christina para la Virgen.

Las primeras grandes pinturas de Rossetti muestran algunas de las cualidades realistas del movimiento prerrafaelita temprano. En 1849 pinta su primer lienzo inspirado en los antiguos pintores italianos, La infancia de la Virgen. Al año siguiente pinta Ecce ancilla Domini!, una representación de la Anunciación que exaltaba la pureza. Es una interpretación moderna de la Virgen María y de la Anunciación, en la que María es representada como una adolescente indiferente y atemorizada, pálida no tanto por candor espiritual cuanto por consunción. Destaca el uso del cabello pelirrojo, señal de sensualidad para el decadentismo y el simbolismo. La presencia del lirio y de la cortina azul entre los tonos blancos son elementos ulteriores que añaden contenido simbólico a la pintura. Su obra es intensamente mística y primitiva, acercándose al eclecticismo de los nazarenos alemanes. Su pintura incompleta Encontrada (Found; 1854) fue la única dedicada a la vida moderna. Representaba a una prostituta, sacada de la calle por un pastor que era su antiguo enamorado. Sin embargo, Rossetti progresivamente prefirió imágenes simbólicas y mitológicas a las realistas. Esto también puede predicarse de su poesía posterior.
Aunque lo apoyó John Ruskin, las críticas que en el año 1850 recibieron sus pinturas hicieron que se retirara de las exposiciones públicas y se dedicara sobre todo a las acuarelas, que podían venderse en privado. Tomaba como asunto preferido los textos de Dante, en particular de la Vita nuova, que había traducido al inglés, y de la La muerte de Arturo de sir Thomas Malory. Sus visiones de las historias artúricas y del diseño medieval también inspiraron a sus nuevos amigos de aquel tiempo, como William Morris y Edward Burne-Jones.

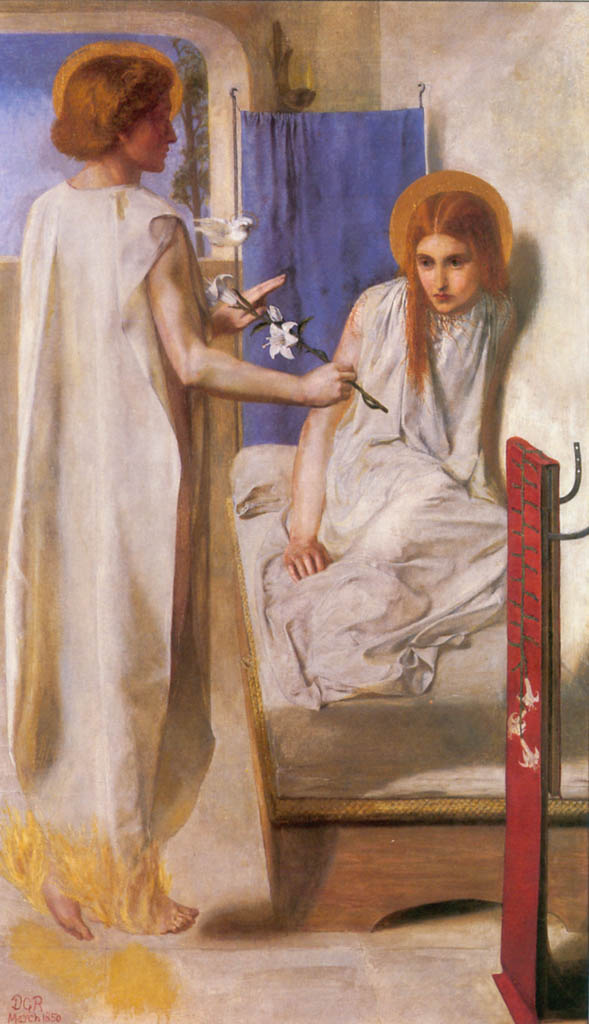
Ecce Ancilla Domini (1850), Tate Britain, Londres.

Estas tendencias se acrecentaron debido a ciertos acontecimientos de su vida privada, en particular por la muerte de su esposa, Elizabeth Siddal, quien se suicidó ingiriendo láudano después de dar a luz a un niño muerto. Rossetti cayó en la depresión y enterró la mayor parte de sus poemas inéditos en la tumba de su esposa, en el cementerio de Highgate. Idealizó su imagen como la Beatriz de Dante en un buen número de pinturas, como El sueño de Dante ante la muerte de su amada (1856) y en Beata Beatrix (1863), obra que marca el camino del pintor hacia una mayor ornamentación y simbolismo; esta pintura alegórica alude a la muerte de su mujer. Representa a Elizabeth en una pose lánguida y sensual, con su cabello rojo natural recogido en un peinado deshecho; sobre sus manos se está posando una paloma roja, símbolo de espiritualidad, que porta en el pico una ramita alusiva al láudano. A sus espaldas, una escena difusa representa a dos personajes, quizá Dante y Virgilio. El complejo simbolismo del retrato es aún fuente de debate entre los críticos. 
Dejó la Hermandad Prerrafaelita en 1863, pero mantuvo su mismo estilo pictórico en obras posteriores: La novia (1865), La mujer de la ventana, El vestido de seda azul (1868), May Morris (1872), La doncella herida (1879), Ensueño (1880), La pía (1881) y Juana de Arco (1882). Monna Vana (1866) es el arquetipo de la feminidad decadente, el sujeto de la pintura es una mujer de belleza sensual y andrógina que se cepilla el pelo rojo rodeada de composiciones florales. La rosa es la flor decadentista por excelencia. Pintó varias veces el mito de Proserpina o Perséfone, raptada por el Hades, dios de los infiernos y que tuvo que liberarla, pero con la condición de que no comiera nada en el regreso; Hades la engañó para que comiese seis semillas de granada, fruto de los muertos, que la obligaban a volver seis meses cada año, uno por cada semilla. La diosa es representada según un canon común al romanticismo y al simbolismo: la mezcla de belleza y muerte se indica con el pelo negro y una pose sensual de mujer fatal. En su mano, la granada alude al mito y también, en clave simbólica, a la muerte y la sangre. 

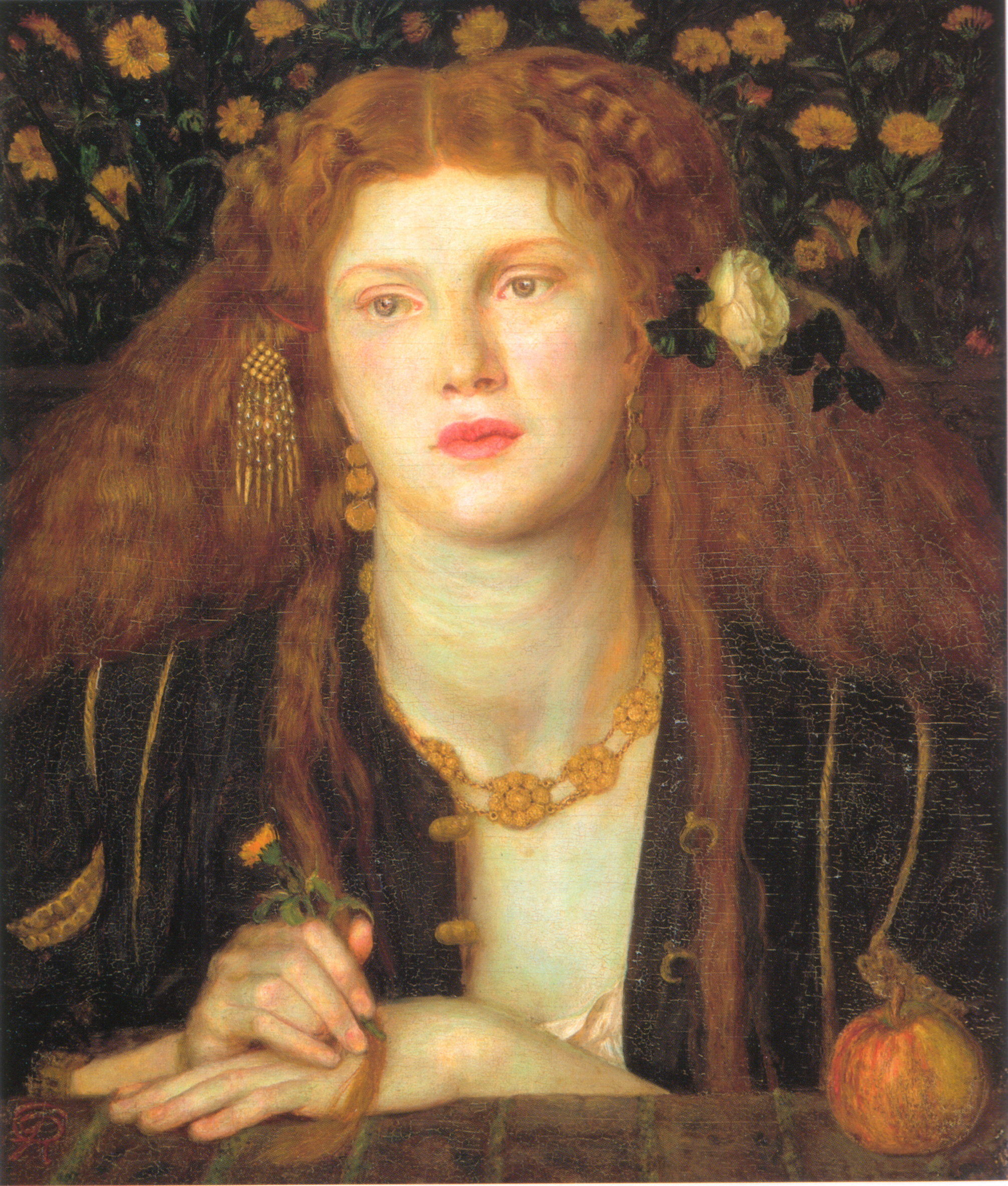
Bocca Baciata (1859) marcó una nueva dirección en la obra de Rossetti. La modelo para esta pintura fue Fanny Cornforth.

Su pintura influyó en el desarrollo del movimiento simbolista europeo. Rossetti representaba a las mujeres obsesivamente estilizadas. Tendía a retratar a su nueva amante, Fanny Cornforth como el epítome del erotismo físico, mientras que otra de sus amantes, Jane Burden, esposa de su socio de negocios William Morris, la idealizaba como una diosa etérea. 
Durante este tiempo, Rossetti empezó a obsesionarse con animales exóticos, y en particular con los wombats. Con frecuencia pedía a sus amigos que se encontraran con él en la “Guarida del wombat”, en el zoo de Londres en Regent's Park, y allí pasaría muchas horas. Finalmente, en septiembre de 1869 adquirió su primer wombat mascota. Este, que vivió poco tiempo y al que llamó “Top”, a menudo lo llevaba a la mesa, y se le permitía dormir en el centro de la mesa durante las comidas. De hecho, se dice que inspiró al lirón de Alicia en el país de las maravillas, de Lewis Carroll. 
Los amigos de Rossetti consiguieron que exhumase los poemas de la tumba de su esposa y los publicase: Poems (Poemas, 1870); fueron muy controvertidos y atacados como el epítome de la “escuela de la poesía carnal”. Ofendía su erotismo y sensualidad. Un poema, Nuptial Sleep (Sueño nupcial), describía a una pareja que se quedaba dormida después de hacer el amor. Esta era parte de la secuencia de sonetos de Rossetti The House of Life (La casa de la vida), una serie de poemas que trazaban el desarrollo físico y espiritual de una relación íntima. Rossetti describe la forma de soneto como el “monumento al momento”, pues busca contener los sentimientos de un momento fugaz, y reflejar su significado. Este fue el mayor logro literario de Rossetti. En 1881 publicó Ballads and Sonnets (Baladas y sonetos).
Rossetti también típicamente escribió sonetos para sus pinturas, tales como Astarte Syriaca. Como diseñador, trabajó con William Morris para producir imágenes para vidrieras y otros elementos decorativos. 
Hacia el final de su vida, Rossetti cayó en estado mórbido, oscurecido por su drogadicción y su creciente inestabilidad mental, posiblemente empeorada por su reacción a los salvajes ataques de la crítica sobre su poesía desenterrada (1869). Pasó sus últimos años retirado, como un recluso. Murió en Birchington-on-Sea, Kent, Inglaterra.

## Galería selecta

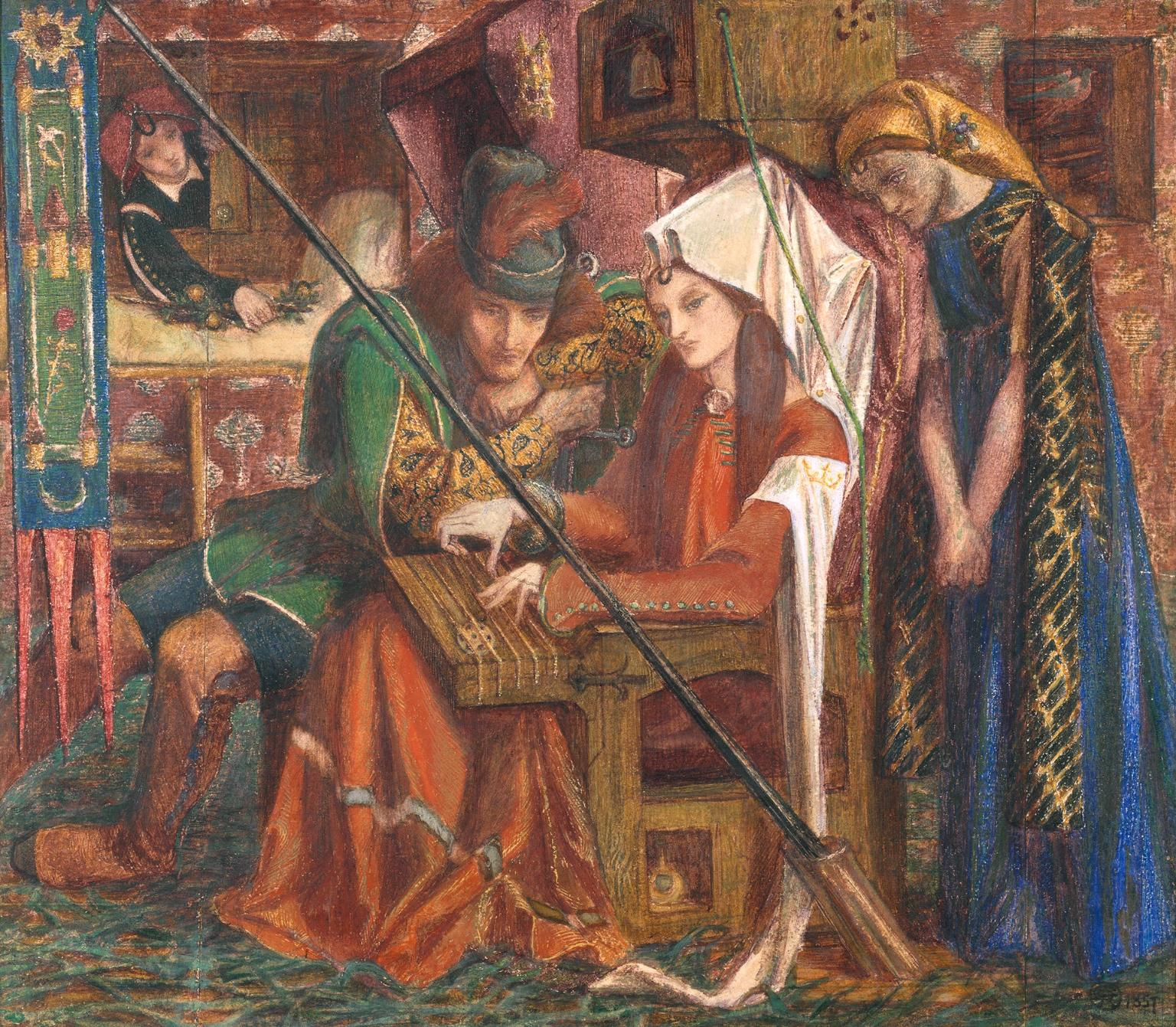
La melodía de las Siete Torres (1857), acuarela, Tate Britain.
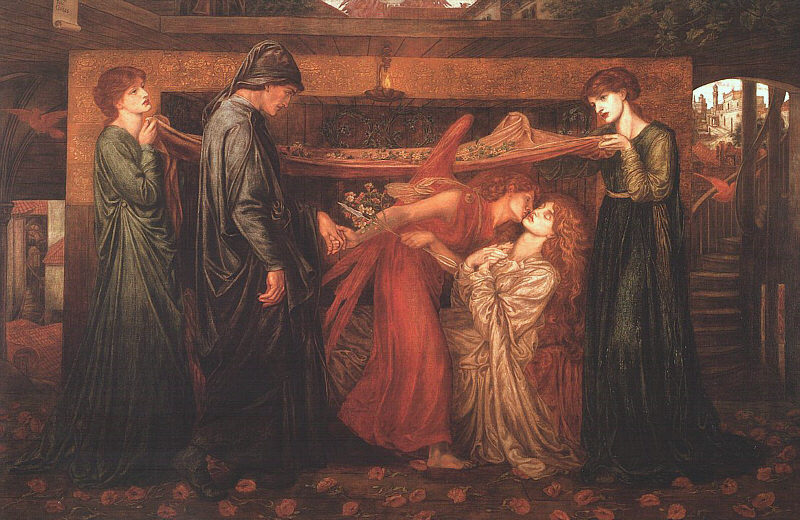
El sueño de Dante ante la muerte de su amada (1878), Walker Art Gallery.
El Santo Grial, 1860.
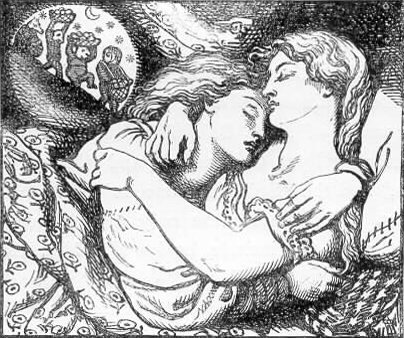
Ilustración para Goblin Market and Other Poems (1862), primer libro de poemas de Christina Rossetti.
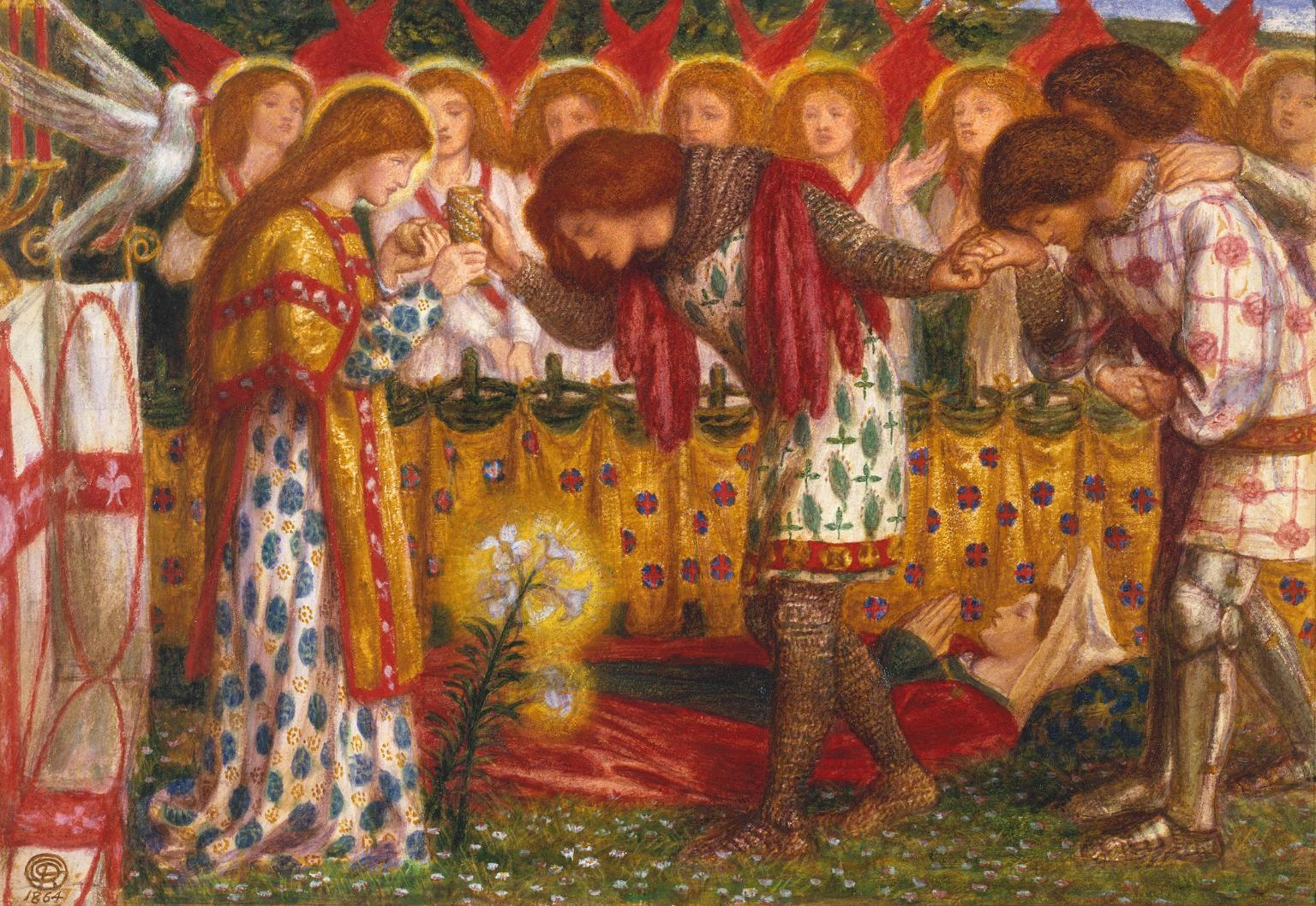
Cómo Sir Galahad, Sir Bors y Sir Percival se alimentaron con el Sanc Grael; sin embargo, la hermana de Sir Percival murió en el camino (1864), acuarela, Tate Britain
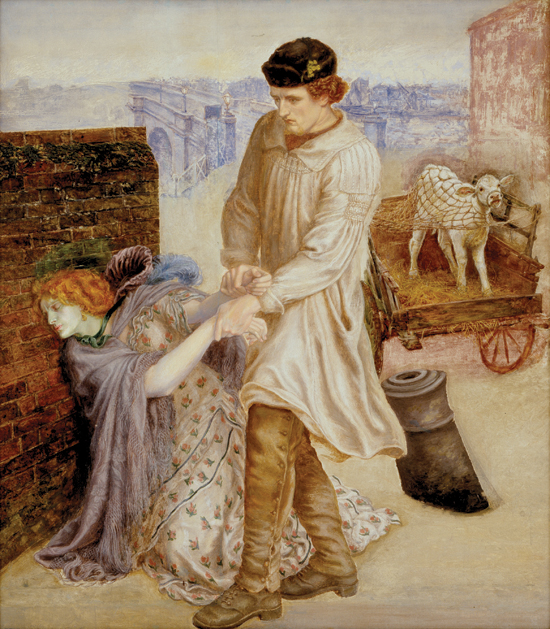
Encontrada (1865–1869, inacabado), Museo de Arte de Delaware.
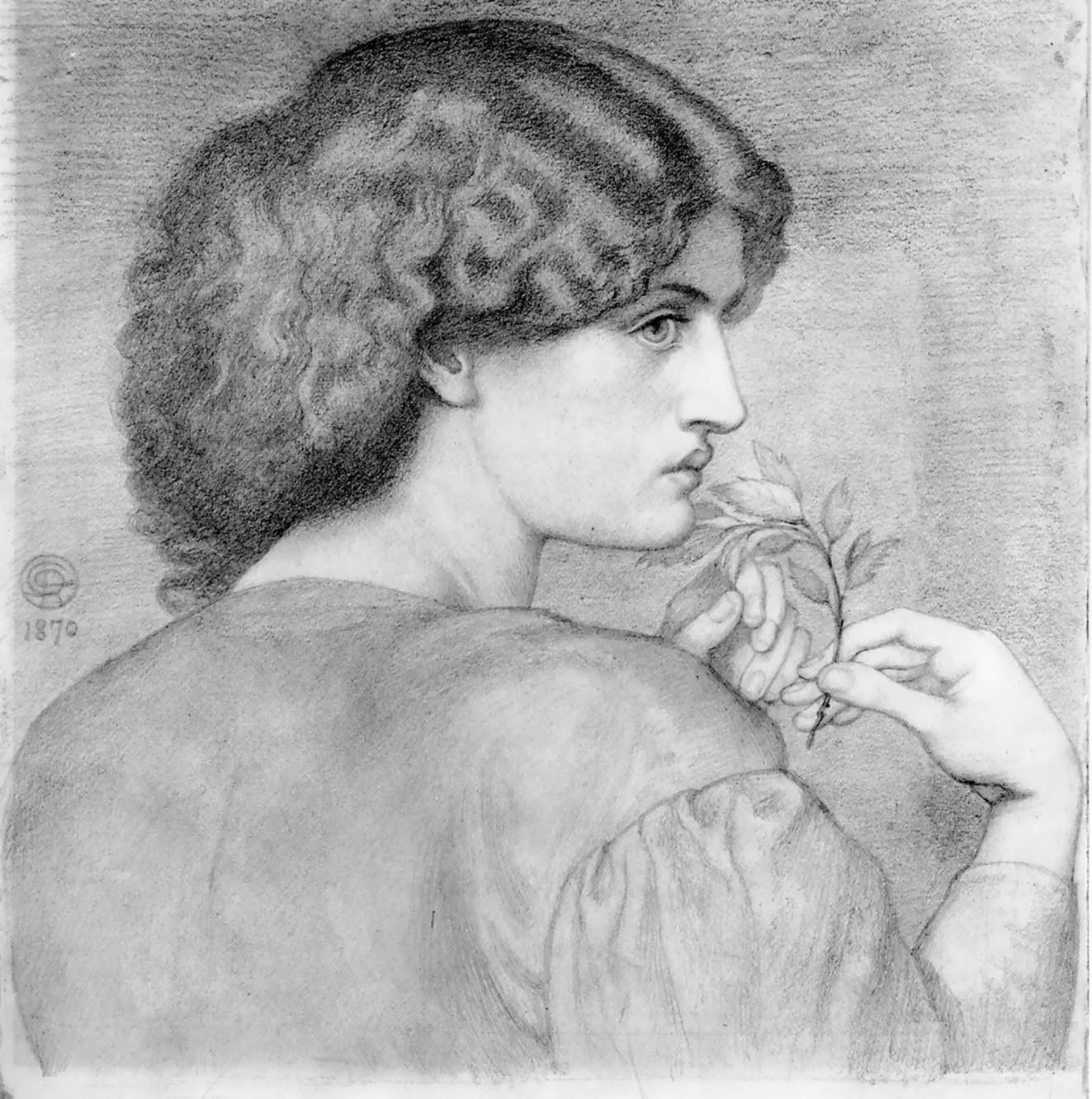
La hoja del rosal, 1865.
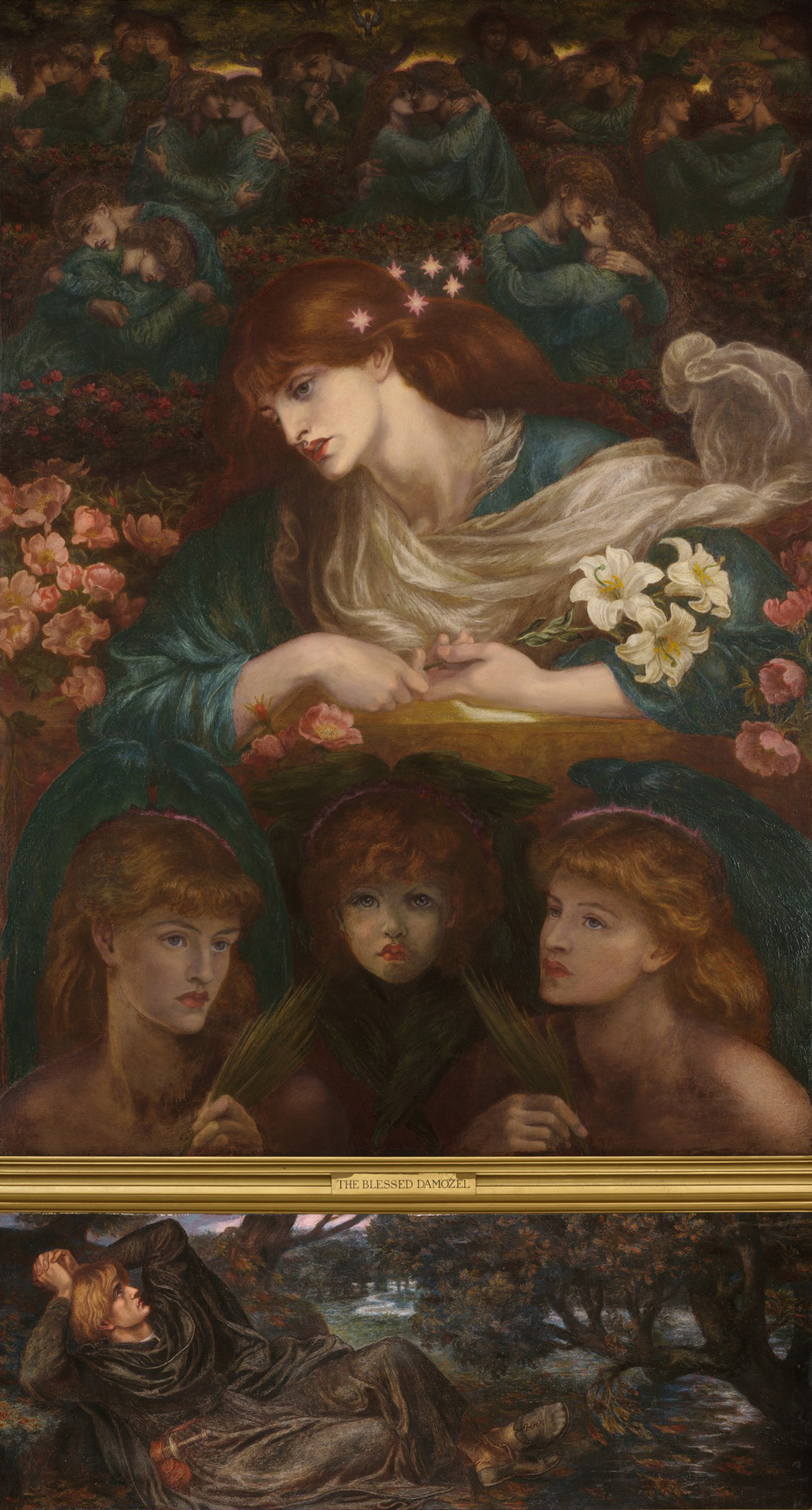
La doncella bienaventurada (modelo: Alexa Wilding).
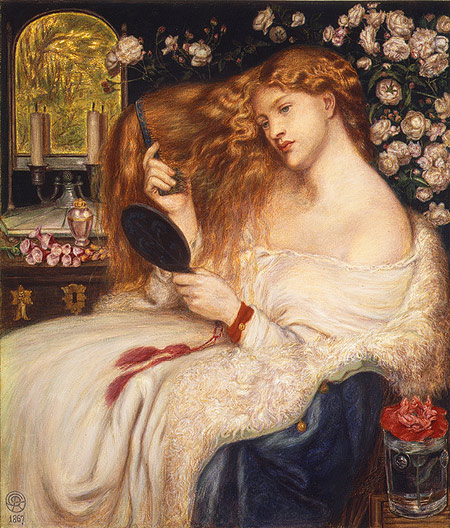
Lady Lilith (1867), Museo Metropolitano de Arte (modelo: Fanny Cornforth).
Lady Lilith (1868), Museo de Arte de Delaware (Fanny Cornforth, retocado en Kelsmcott entre 1872 y 1873 con el rostro de Alexa Wilding)[2]
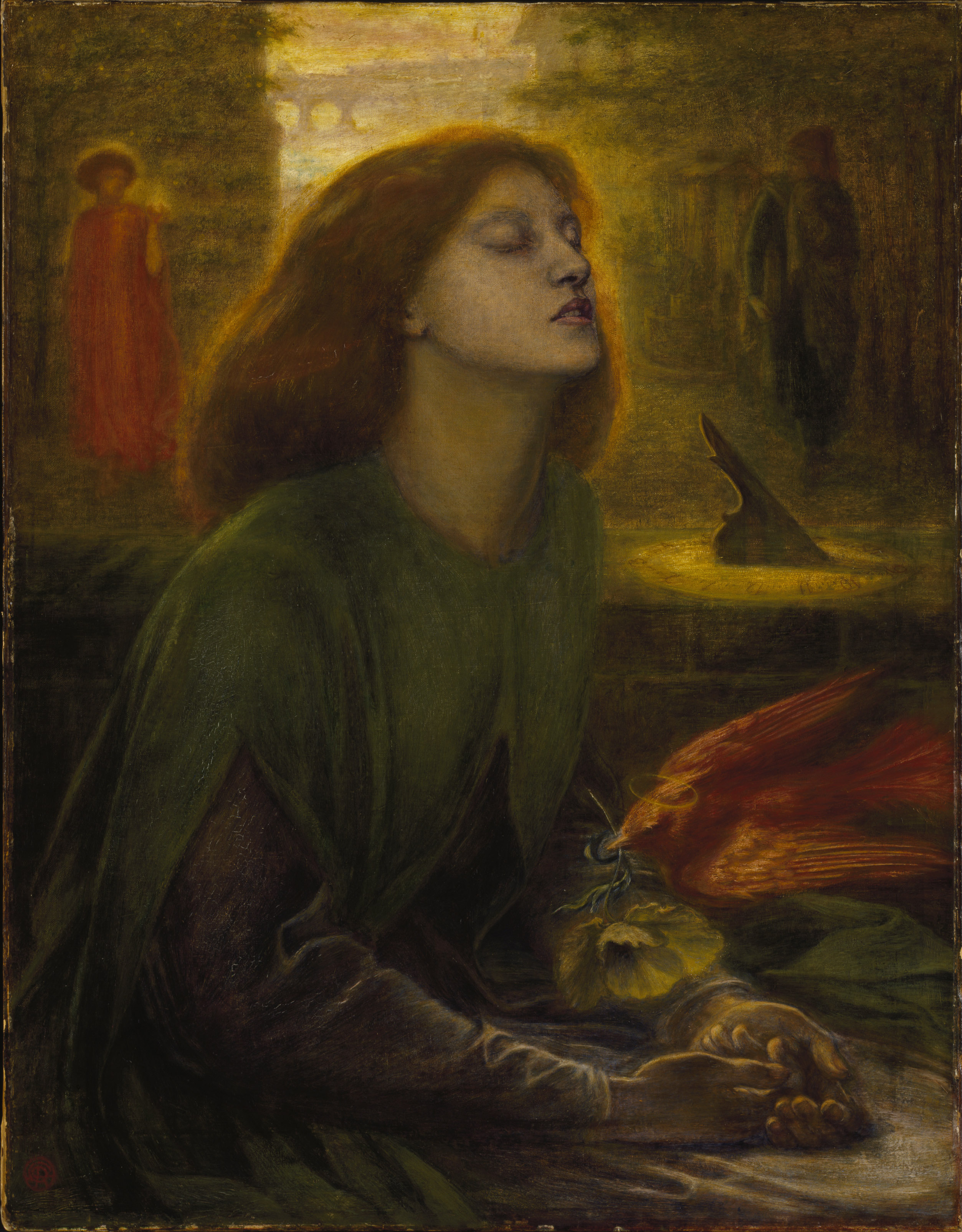
Beata Beatrix (1864–1870), Tate Britain (modelo: Elizabeth Siddal)
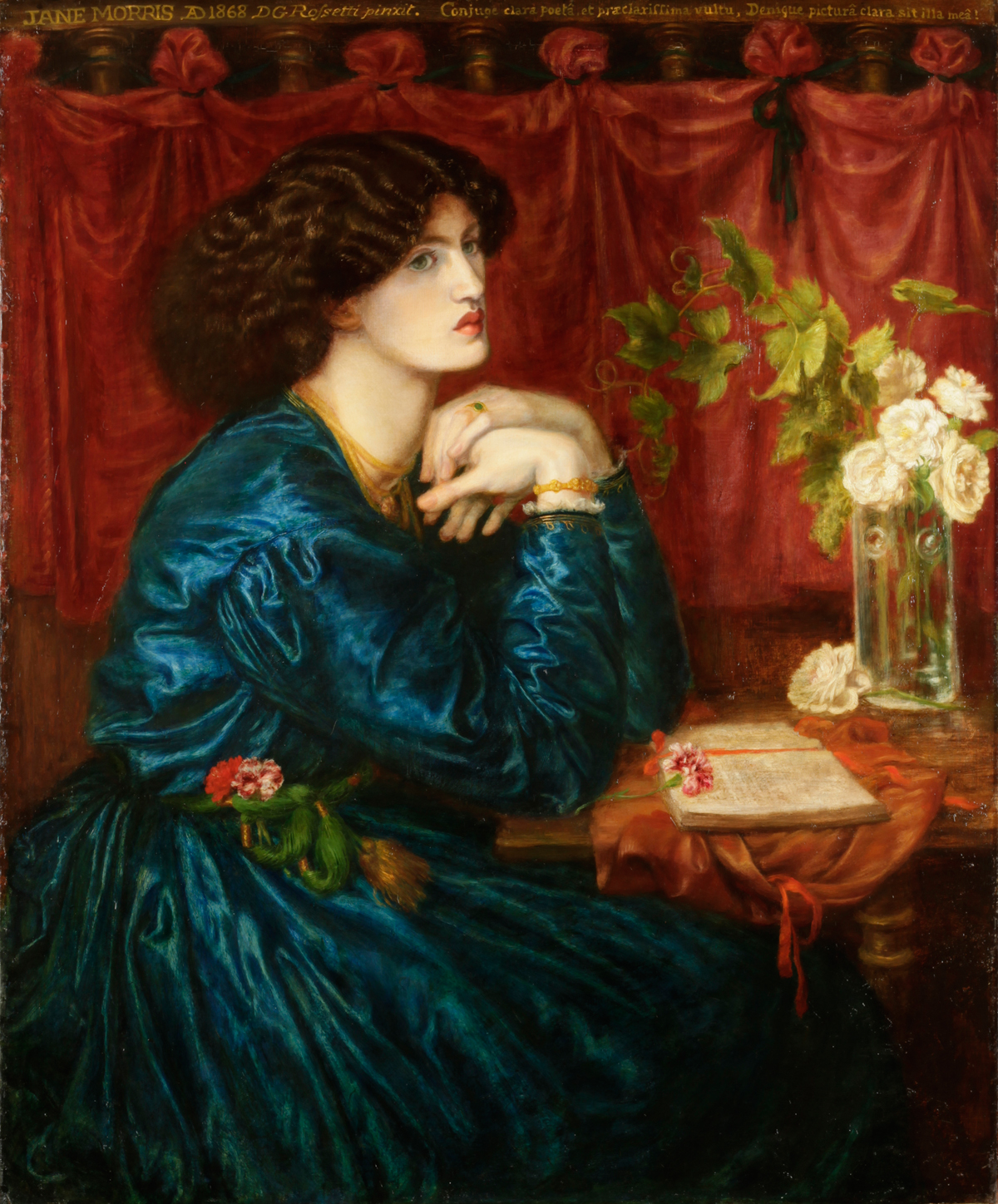
Jane Morris (El vestido de seda azul) (1868), óleo sobre lienzo, Kelmscott Manor
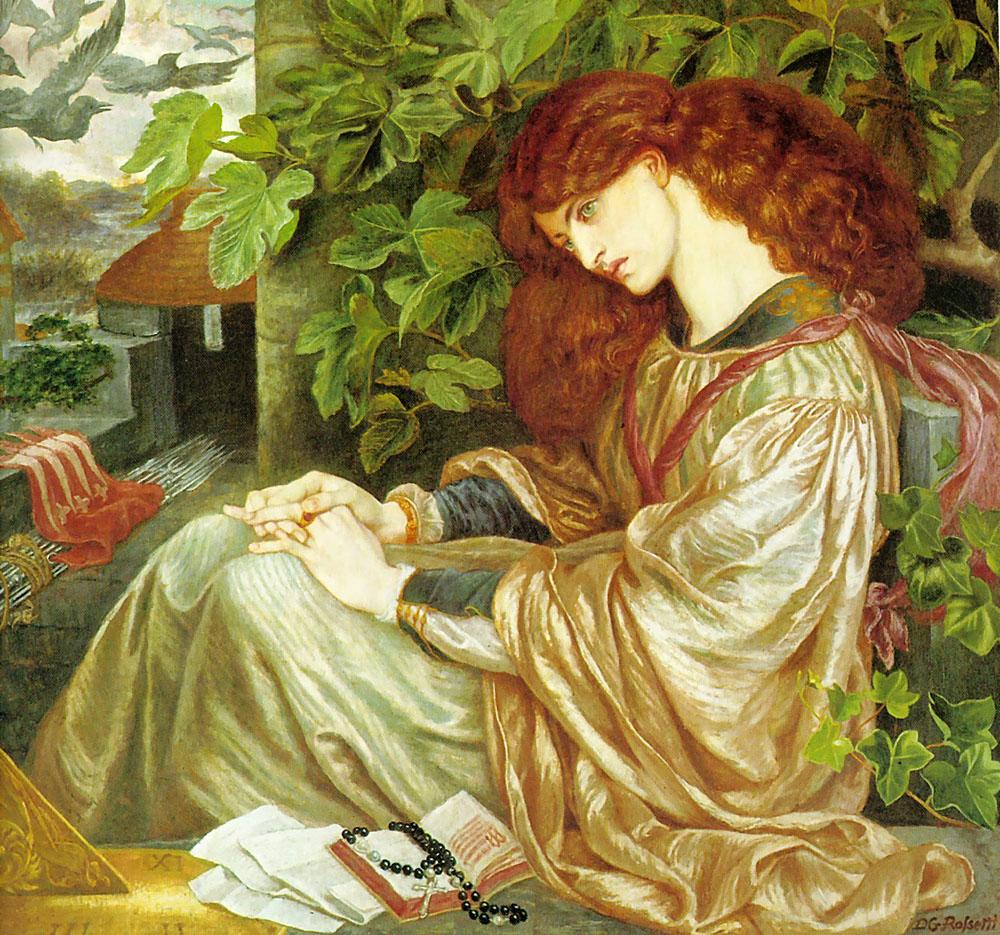
Pia de' Tolomei (1868–1880), Spencer Museum of Art, Universidad de Kansas modelo: Jane Morris)
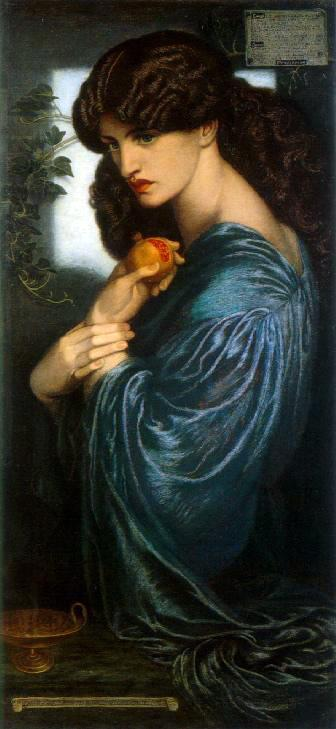
Proserpina (1874) (modelo: Jane Morris)
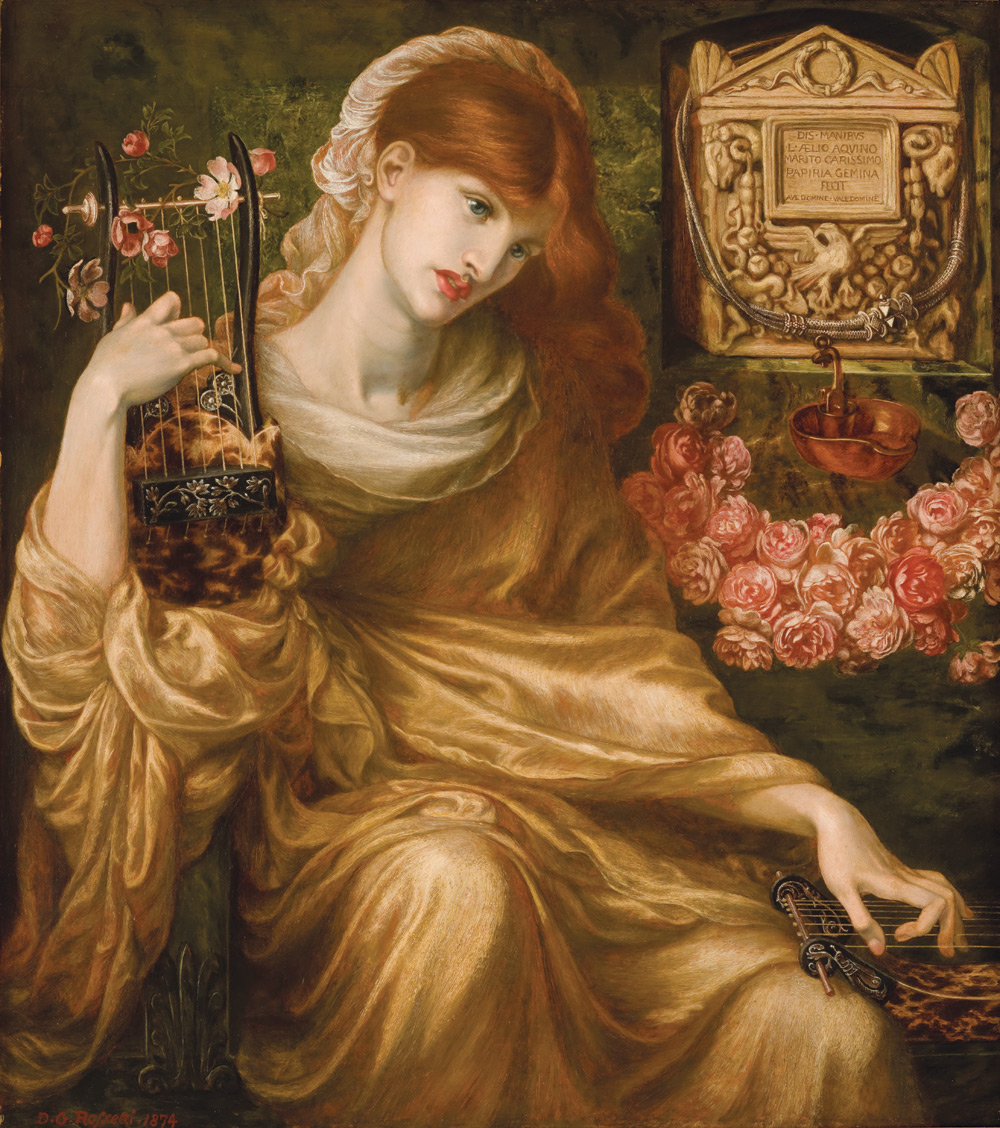
La viuda romana (1874), Museo de Arte de Ponce, Ponce.
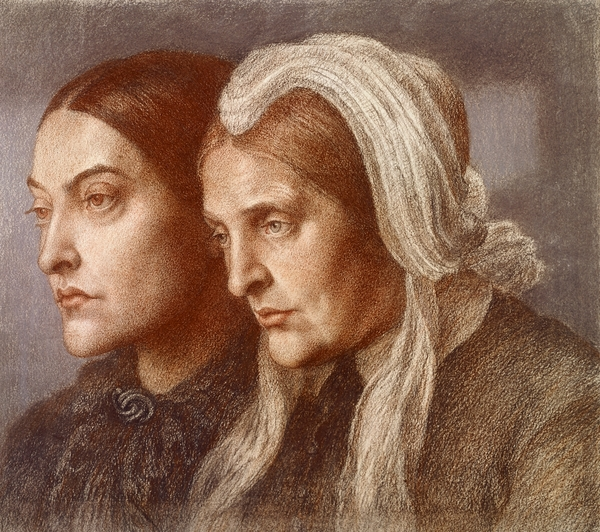
Retratos de la hermana del artista, Christina, y de su madre Frances (1877)
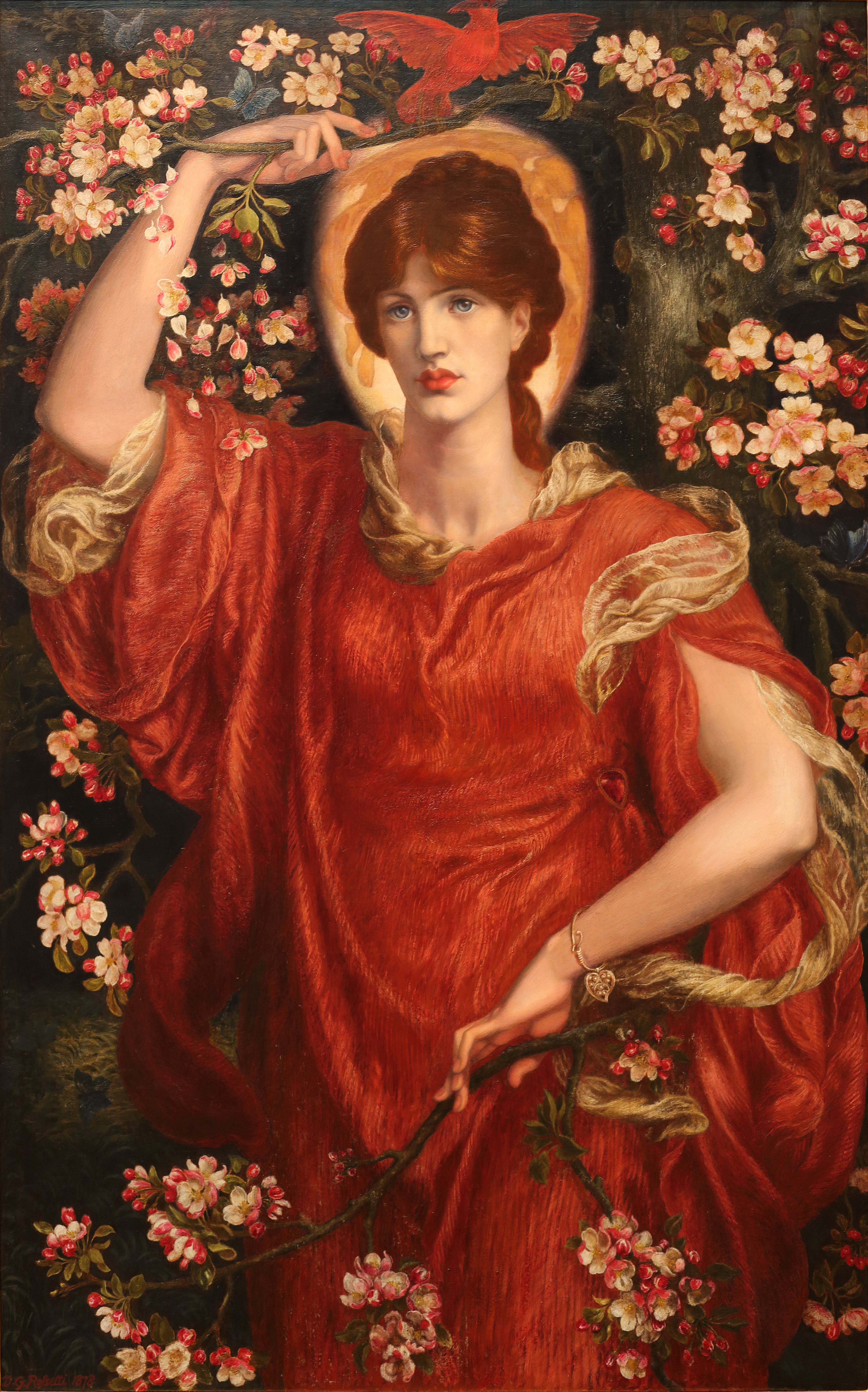
Una visión de Fiammetta (1878), colección de Andrew Lloyd Webber (modelo: Marie Spartali Stillman)